# Bogenlinien-Spannereule

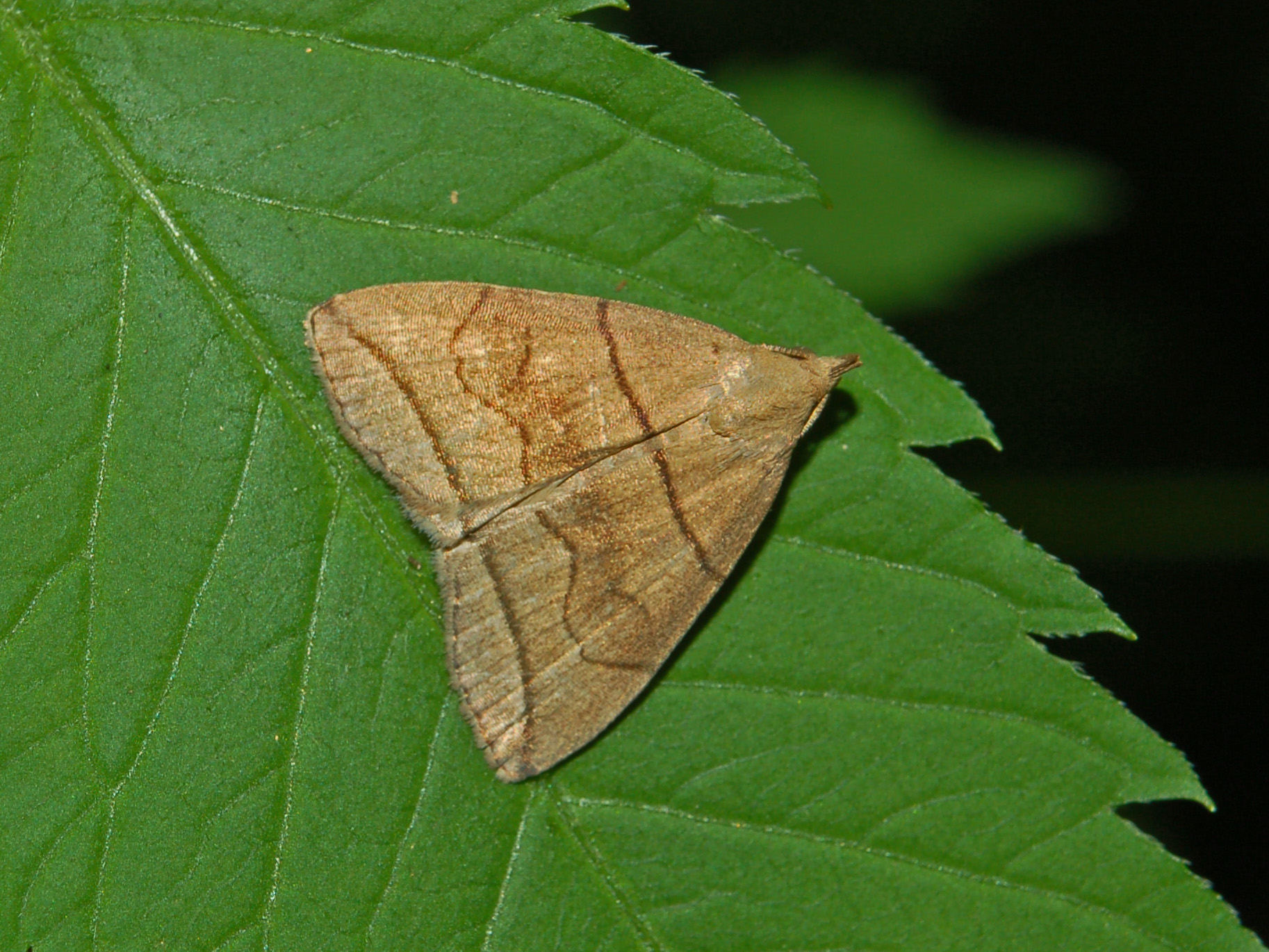
Braungelbe Form
der Bogenlinien-Spannereule

Die Bogenlinien-Spannereule (Herminia grisealis, Syn.: Zanclognatha nemoralis), zuweilen als Schlehen-Zünslereule bezeichnet, ist ein Schmetterling (Nachtfalter) aus der Familie der Eulenfalter (Erebidae).

## Merkmale

### Falter
Die Flügelspannweite der Falter beträgt etwa 24 bis 28 Millimeter. Die Vorderflügelgrundfarbe variiert von Grau, wovon sich auch der wissenschaftliche Name der Art aus der lateinischen Sprache ableitet (griseus = „grau“), bis zu Braungelb. Die dunkelgraue oder dunkelbraune innere Querlinie mündet gerade auf den Vorderrand, die äußere zeigt eine saumwärts gerichtete starke Ausbuchtung. Die dunkle, gestreckte Wellenlinie verläuft in einem Bogen in den Apex. Die Nierenmakel ist als dunkler, dünner, langer, sichelförmiger Strich zu erkennen. Auf den weißgrauen Hinterflügeln befinden sich zwei schwach ausgeprägte dunkle Querlinien. Der Saugrüssel ist gut entwickelt. Die Palpen sind sehr lang und sichelförmig nach oben gebogen.

### Raupe, Puppe
Erwachsene Raupen sind schwarzgrau bis gelbbraun gefärbt. Sie zeigen eine schwarzbraune Rückenlinie, rötliche Segmenteinschnitte sowie schwarze Punktwarzen.
Die Puppe ist rotbraun und am Kremaster mit sechs Hakenborsten versehen.

### Ähnliche Arten
Die Südliche Bogenlinien-Spannereule (Herminia tenuialis) unterscheidet sich durch die am Vorderrand scharf wurzelwärts abgeknickte innere Querlinie sowie die nur schwach gebogene Wellenlinie auf den Vorderflügeln.

## Geographische Verbreitung und Vorkommen
Die Art ist in Europa weit verbreitet. Die östliche Ausdehnung reicht bis zum Ussuri und nach Japan. Sie kommt in den Alpen bis zu einer Höhe von 1300 Metern vor und besiedelt bevorzugt Laub- und Mischwälder, Hecken- und Gebüschgebiete sowie Parkanlagen.

## Lebensweise
Die Falter der Bogenlinien-Spannereule sind dämmerungs- und nachtaktiv und fliegen in einer ersten Generation von April bis Juni. In klimatisch günstigen Gegenden tritt eine zweite Generation auf, die im August und September anzutreffen ist.  Sie besuchen künstliche Lichtquellen und gelegentlich auch Köder. Die Raupen leben polyphag an einer Vielzahl verschiedener Pflanzen, beispielsweise an Schlehdorn (Prunus spinosa) sowie an Weißdorn- (Crataegus), Eichen- (Quercus), Holunder- (Sambucus), Hartriegel- (Cornus), Brennnessel- (Urticaceae) oder Rubusarten. Die Puppen überwintern.

## Gefährdung
Die Art kommt in Deutschland in allen Bundesländern vor und ist gemäß der Roten Liste gefährdeter Arten nicht gefährdet.